# Boudewijn Maat
Boudewijn Maat is een voormalig Nederlands honkballer.
Maat kwam jarenlang uit als eerste honkman voor de voormalige hoofdklassevereniging Haarlem Nicols. Hij maakte in 1969, 1971, 1973 en 1977 deel uit van het Nederlands honkbalteam tijdens de Europese Kampioenschappen waarbij Nederland driemaal de titel won. Maat speelde tevens mee met het Nederlands team tijdens vier versies van de Haarlemse Honkbalweek. Maat is een broer van de oud-honkballer Robert Maat.